# Woldemar Runge
Woldemar Hermann Runge (* 14. September 1868 in Kischinew, Bessarabien; † 1937 in Berlin) war ein deutscher Schauspieler, Opernsänger, Regisseur und Intendant.

## Wirken
Er wirkte als Schauspieler 1892 in Lübeck, dann in Wiener Neustadt, in Bielitz, am Berliner Residenz- und Lessingtheater, 1900 in Posen und ab 1901 als Oberspielleiter am Neuen Theater in Berlin. Er spielte unter anderen Rollen Oswald in Gespenster, die Titelrolle in Anzengrubers Pfarrer von Kirchfeld, Jakob in Der Meineidbauer, Fritz in Max Dreyers Probekandidat. 1908 inszenierte Woldemar Runge das Stuck Terakoya in den Kammerspielen Max Reinhardts in Berlin. Im selben Jahr war er Interimsdirektor vom Neuen Theater. 1910 war er Direktor des Friedrich-Wilhelmstadtischen Schauspielhauses in Berlin. 1922 sang er in Don Pasquale an der Wiener Oper, 1923 hatte er eine Rolle in Tannhäuser und 1926 in Euryanthe. Runge ist im Herbst 1928 von der Staatsoper entpflichtet worden. Hans Breuer war sein Nachfolger, Wilhelm von Wymetal war sein Vorgänger. Ab dem 1. März 1931 war Runge Leiter der Schauspielschule Berlin, die ab 1934 unter dem Namen Schauspielschule im Deutschen Theater bekannt war. Jan Zopoth schuf eine Karikatur von ihm als Intendant.

## Privatleben
Am 2. April 1903 heiratete er in Berlin die Schauspielerin Else Windolff; die Ehe wurde 1915 geschieden. Am 28. Februar 1929 heiratete er Leopolda Zuska aus Brünn.